# Andrena foxii
Andrena foxii is een vliesvleugelig insect uit de familie Andrenidae. De wetenschappelijke naam van de soort is voor het eerst geldig gepubliceerd in 1898 door Theodore Dru Alison Cockerell.
De bijen zijn ongeveer 1,2 cm lang. Ze werden verzameld door een Mr. Fox in het zuiden van Californië.